# Zandmandala

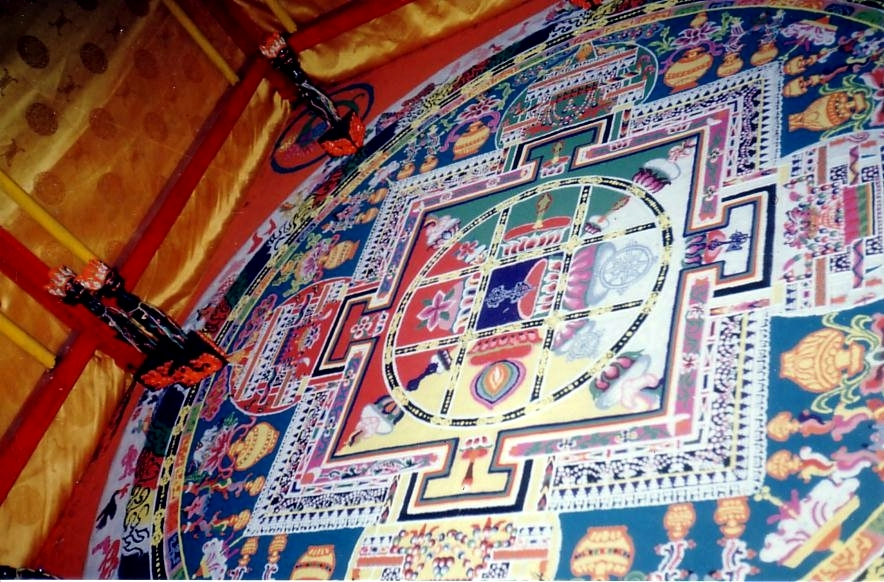
Drongste Gompa

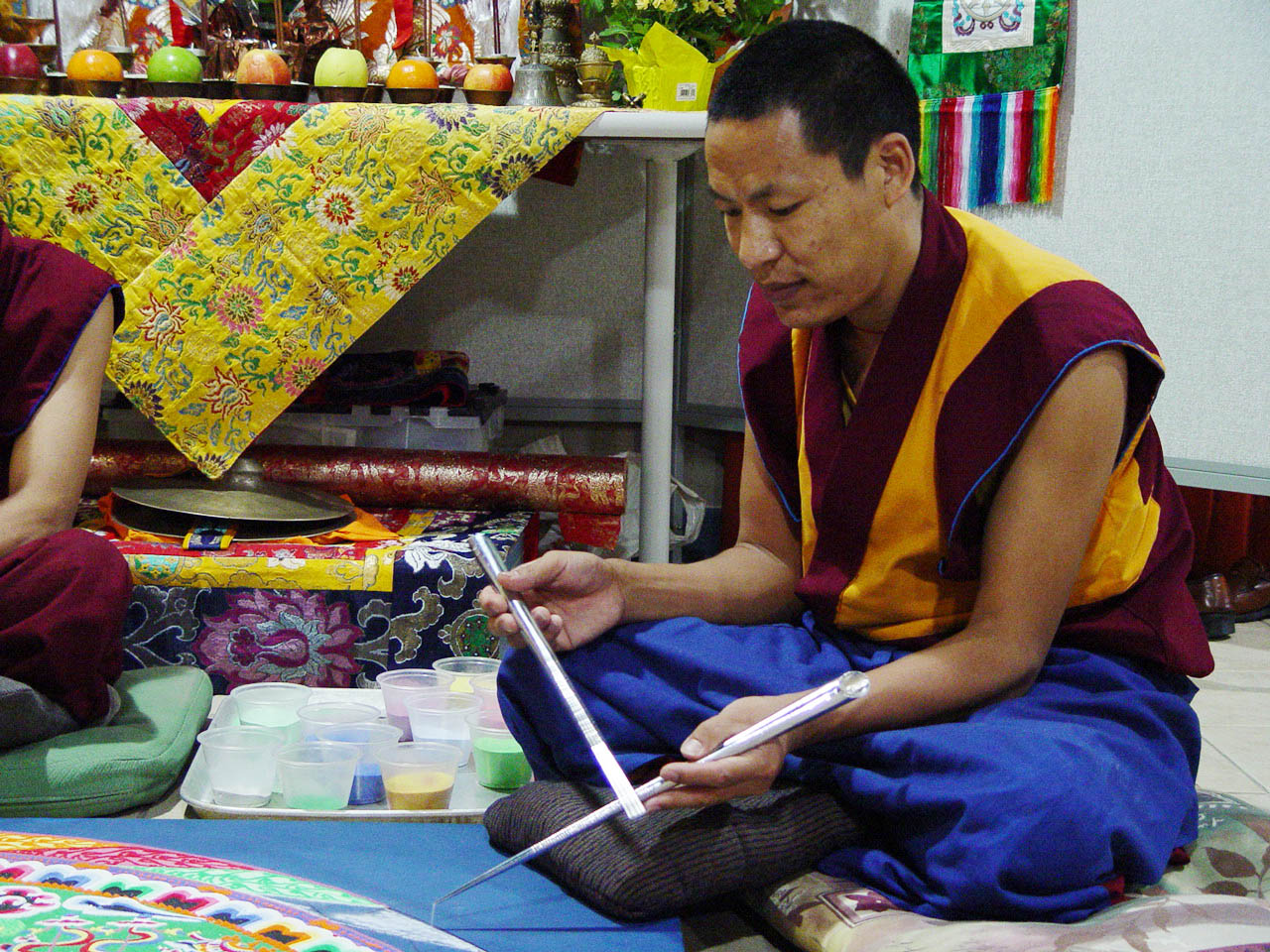
Vervaardiging

De zandmandala (Tibetaans: kilkhor) is een Tibetaans boeddhistische traditie die vergankelijke natuur van de dingen symboliseert. Volgens de boeddhistische canon zijn alle materiële zaken van voorbijgaande aard, bestaat alleen de Ledigheid (het Niet-zelf) werkelijk en een mandala van zand is daar een voorbeeld van. Nadat een zandmandala met ceremonies en veel toewijding is voltooid, wordt het daarna ook altijd weer ceremonieel vernietigd.
Voordat het zand op de ondergrond wordt gestrooid, tekenen de monniken de meetkundige lijnen uit. De zandkorreltjes worden dan aangebracht met behulp van kleine kokers, trechters en schrapers, totdat het gewenste patroon is verkregen. Historisch werd de mandala niet gemaakt met natuurlijk, geverfd zand, maar met korreltjes van gekleurd steen.
Het maken van een zandmandala duurt meerdere weken, omdat het zand tot in detail in het schilderij gestrooid wordt. Een zandmandala wordt door een team van monniken vervaardigd, waarbij er vanuit het midden naar buiten wordt gewerkt. De mandala van de Kalachakra (wiel van de tijd), bevat bijvoorbeeld 722 godheden binnen een complexe meetkundige structuur van de mandala. Andere, kleinere mandala's zoals die toegewijd is aan Yamantaka bevatten veel minder godheden en bestaat uit een minder complex geheel zodat deze zandmandala's binnen enkele dagen voltooid kunnen zijn.
De vernietiging van de zandmandala is eveneens met ceremonies omkleed. De lettergrepen voor de godheden worden in een specifieke volgorde verwijderd, waarna ook de rest van de vorm van de mandala wordt ontmanteld en er uiteindelijk niets meer van de afbeelding van de mandala is te herkennen. Het zand wordt verzameld in een kruik die wordt gewikkeld in zijde en naar de rivier of een andere plaats met stromend water wordt gebracht, waarna het wordt teruggegeven aan de natuur. De symboliek geeft hier aan dat niets een tweede maal wordt gebruikt.